# Christian Fleischer
Christian Fleischer (1713 – 21 de març de 1768) va exercir càrrecs en l'administració naval de Dinamarca.
Era fill pòstum de Herman Reinhold Fleischer (1656–1712), però diversos dels seus oncles, incloent Baltzer Fleischer, tenien carreres notables a Noruega. Christian Fleischer era besoncle de Palle Rømer Fleischer. Aquesta família era originària d'Elbing, Prússia Oriental.
Va ser amic de Morten Thrane Brünnich, i una col·lecció d'ocells de Fleischer va servir a Brünnich d'ajuda per escriure la seva Ornithologia Borealis el 1764.